# Campionato mondiale militare di scherma 1956
Il Campionato mondiale militare di scherma del 1956 ("1956 World Military Fencing Championships") è stato organizzato dalla Federazione internazionale della scherma e si è svolto a Il Cairo in Egitto dal 17 al 21 febbraio.
Nel fioretto, si è aggiudicato il titolo di campione mondiale militare l'egiziano Hassan Rashad, che ha battuto in finale l'egiziano Moustafa Zayan.
Nella spada l'olandese Frits Otto Van Kregten ha battuto in finale lo statunitense Seiller, ottenendo il titolo mondiale militare maschile.
Nella sciabola l'egiziano Salah Dessouki prevale sull'olandese Ferry Meijnderts.
Nel campionato mondiale militare a squadre maschili, la nazionale egiziana ha prevalso nella finale del fioretto contro i Paesi Bassi, mentre la nazionale egiziana ha vinto nella spada contro la formazione statunitense, ed infine la nazionale olandese ha avuto la meglio sulla compagine statunitense nella sciabola.

## Podi

### Uomini
| Specialità  | Oro                                                        | Argento                                              | Bronzo                                           |
| Individuali |                                                            |                                                      |                                                  |
| Fioretto    | Hassan Rashad                                              | Moustafa Zayan                                       | Husseiny                                         |
| Spada       | Frits Otto Van Kregten                                     | Seiller                                              | Mohye                                            |
| Sciabola    | Salah Dessouki                                             | Ferry Meijnderts                                     | Rien Wilmink                                     |
| A squadre   |                                                            |                                                      |                                                  |
| Fioretto    | Egitto Husseiny Hassan Rashad Ahmed Sabry Moustafa Zayan   | Paesi Bassi Reep -                                   | Stati Uniti Zambolis -                           |
| Spada       | Egitto Ab Del Azim Chennaoui Mohye -                       | Stati Uniti Richard Berry Ross William Seiller Troy  | Paesi Bassi Van De Meer Frits Otto Van Kregten - |
| Sciabola    | Paesi Bassi Henk Los Ferry Meijnderts Treffer Rien Wilmink | Stati Uniti Tom Carhart Jesswein Levine Bob Parmacek | Egitto Salah Dessouki -                          |

## Medagliere
| Pos.   | Nazione     | Oro | Argento | Bronzo | Totale |
| ------ | ----------- | --- | ------- | ------ | ------ |
| 1      | Egitto      | 4   | 1       | 3      | 8      |
| 2      | Paesi Bassi | 2   | 2       | 2      | 6      |
| 3      | Stati Uniti | 0   | 3       | 1      | 4      |
| Totale | Totale      | 6   | 6       | 6      | 18     |